# Sankt Gallenkirch
Sankt Gallenkirch é um município da Áustria, situado no distrito de Bludenz, na estado de Vorarlberg. Tem 127,99 km² de área e sua população em 2019 foi estimada em 2.213 habitantes.